# Spory o volitelnosti Baracka Obamy

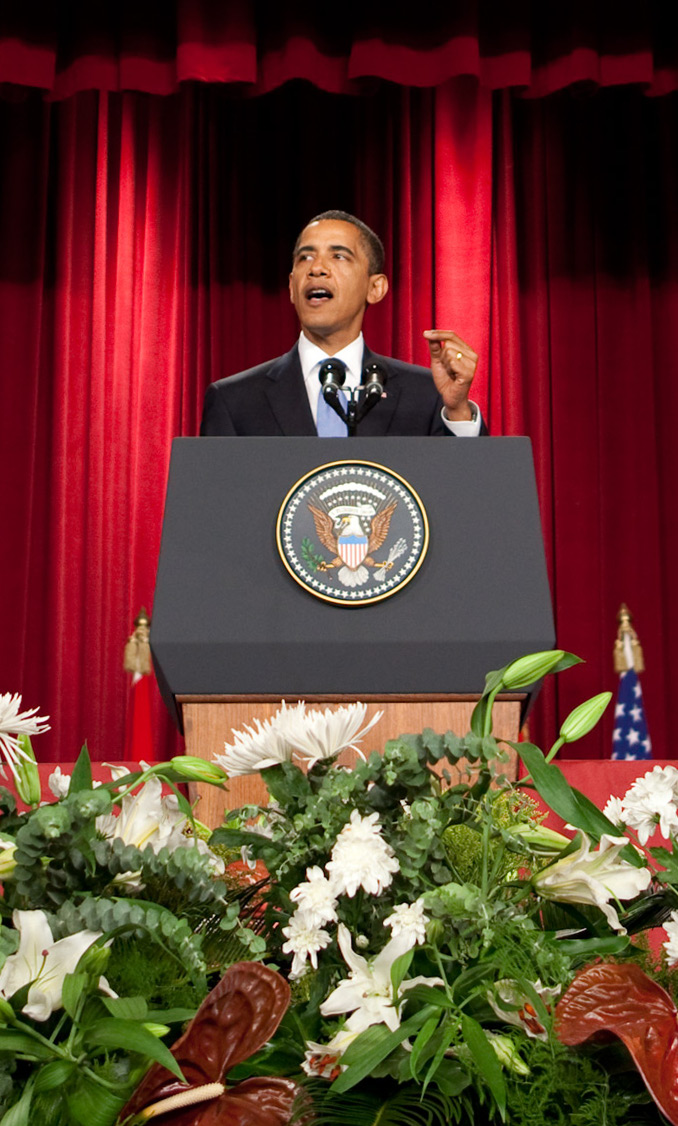
Barack Obama na Cairo univerzitě

Jedná se o konspirační teorie týkající se místa narození, toho času kandidáta na prezidenta Spojených států, dnes již bývalého prezidenta, Baracka Obamy, jejichž počátek se datuje někdy do roku 2004. Podle oddílu 1 článku II. Ústavy Spojených států se může stát prezidentem pouze kandidát, který je od narození občanem USA: „Volitelnou na úřad presidenta může být jen osoba, která získala občanství Spojených států zrozením (měla toto občanství v době přijetí ústavy), dosáhla věku 35 let a bydlí alespoň 14 let ve Spojených státech.” Bylo to především v době prezidentské kampaně v roce 2008, kdy se ve zpravodajských médiích začaly množit zprávy zpochybňující Obamovo občanství. Podle rodného listu, který zveřejnila Obamova kampaň, je místem narozením havajská nemocnice. V roce 2010 ředitel havajského ministerstva zdravotnictví Chiyome Fukino vydal prohlášení, které potvrzuje, že Havaj je držitelem Obamova původního rodného listu v souladu se státní politikou a státními postupy.

## Průběh sporů
První pomlouvačná kampaň se objevila v roce 2004, v níž se tvrdilo, že Barack Obama je skrytý muslim. Později se přidružily další o tom, že se vzdělával v indonéské medrese či že vyrůstal pod vlivem islámské ideologie už od útlého věku. Tyto informace se začaly virálně šířit především poté, co Obama zveřejnil s tříletým předstihem svůj záměr kandidovat v prezidentské kampani. Nejvýraznější tváří tohoto „hnutí birther” se stal Donald Trump. Coby úspěšné televizní a podnikatelské celebritě se mu podařilo dostat toto téma do mainstreamových médií.

### Narozen v Keni
Nejpopulárnější byla teorie, která tvrdila, že rodným místem Baracka Obamy je Keňa. Spekulovalo se o tom, že teprve po jeho narození s ním matka připlula či přiletěla na Havaj, a teprve tam jej zaregistrovala. Tato informace se pomocí řetězových emailů šířila již od dubna 2008. Jako druhý častý argument se uváděla verze nevlastní babičky Baracka Obamy, která údajně tvrdila, že byla přítomna u porodu v Keni.
V roce 2009 zveřejnila americká politička, zubařka a právnička Orly Taitzová údajný keňský rodný list, u kterého se později ukázalo, že byl zfalšovaný.

#### Birtherismus
Zpochybnění občanství na základě místa narození kandidáta na prezidenta Spojených států má v angličtině svůj pojem: birtherism. V Obamově případě jej propagovali převážně lidé z řad konzervativních republikánů.

## Incident v Bílém domě
Toho roku, kdy zveřejnil další důkazy o svém občanství, v nichž bylo jasně uvedeno, že se narodil na Havaji, využil Obama večeře korespondentů v Bílém domě, jíž se účastnil mimo jiné i Donald Trump, aby v místnosti plné novinářů, lobbistů a vládních úředníků pronesl následující řeč plnou kousavé kritiky: 
Donald Trump is here tonight. Now I know that he’s taken some flak lately. But no one is happier—no one is prouder—to put this birth certificate matter to rest than The Donald. And that’s because he can finally get back to focusing on the issues that matter: Like, did we fake the moon landing? What really happened in Roswell? And where are Biggie and Tupac? All kidding aside, obviously we all know about your credentials and breadth of experience. For example … no seriously, just recently, in an episode of Celebrity Apprentice, at the steakhouse, the men’s cooking team did not impress the judges from Omaha Steaks. And there was a lot of blame to go around, but you, Mr. Trump, recognized that the real problem was a lack of leadership, and so ultimately you didn’t blame Lil Jon or Meat Loaf, you fired Gary Busey. And these are the kinds of decisions that would keep me up at night. Well handled, sir. Well handled. Say what you will about Mr. Trump, he certainly would bring some change to the White House.

Dnes je tu Donald Trump. Vím, že v poslední době je pod palbou kritiky. Ale nikdo není víc nadšený, že konečně může záležitost tohoto rodného listu pustit z hlavy – nikdo se neraduje víc, než právě Donald. A to proto, že se konečně může zaměřit na problémy, na kterých skutečně záleží, třeba: Bylo přistání na Měsíci jen předstírané? Co se skutečně stalo v Roswellu? Nebo: Kde jsou Biggie a Tupac? Žerty stranou, jistě, všichni jsme si vědomi vaší reputace, šíře záběru vašich zkušeností. Například ... ne vážně, zrovna nedávno, v jednom z dílů Celebrity Apprentice, ve steakové restauraci, mužský tým kuchařů zcela nezapůsobil na porotce z Omaha Steaks. Kolovala zde spousta možných důvodů kdo a proč za to může, ale vy, pane Trumpe, jste si uvědomil, že skutečným problémem bylo slabé vedení, a tak jste nakonec neobvinili Lil Jon nebo Meat Loaf, vyhodili jste Garyho Buseyho. To je přesně ten typ rozhodování, který mi nedá v noci spát. Dobře jste si s tím poradil, pane. Dobrá práce. Říkejte si o panu Trumpovi, co chcete, ale určitě by do Bílého domu přinesl změnu.